# Гимн проходной пешке (шахматный этюд)
События в этом этюде, в котором белые борются за ничью, развиваются по законам классической драмы.
Составлен в 1948 году.

## Положениефигур

### Белые
- Король на a1;
- Пешка на d6;
- Слон на d7;
- Конь на f1.

### Чёрные
- Пешка на h2;
- Король на h5;
- Пешка на c2;
- Слон на b1.

## Решение
1. Кf1 - g3+   КРh5 - h4
2. КРa1- b2   c2 - c1=Ф+!
3. КРb2 : c1   Сb1 - e4!!
4. Кg3 - h1!!   Сe4 : h1
5. Сd7 - h3!     Сh1 - c6
6. Сh3 - g2!!    Сc6 : g2
7. d6 - d7        h2 - h1=Ф+
8. Крc1 - d2!!

Хотя у чёрных лишние ферзь и слон, они бессильны помешать пешке стать ферзём. БЛАГОПОЛУЧНЫЙ ФИНАЛ!!!